# حارة الجوالدة
حارة الجوالدة هي إحدى الحارات التاريخية الواقعة في البلدة القديمة لمدينة القدس، وتُعد من الحارات التي تحمل طابعًا اجتماعيًا وثقافيًا مميزًا.

## الموقع والوصف
تقع حارة الجوالدة في الجهة الجنوبية من البلدة القديمة للقدس، بالقرب من حارة المغاربة وحارة السعدية. تتميّز بأزقتها الضيقة ومنازلها الحجرية التي تعود لعصور قديمة، حيث تعكس هذه الحارة نمط الحياة المقدسي التقليدي.

## التاريخ
يعود تاريخ حارة الجوالدة إلى العصور الإسلامية المتقدمة، حيث استقر فيها عدد من العائلات المقدسية المعروفة مثل عائلة الجوالدة، التي ارتبط اسمها بالحارة. كانت الحارة مركزًا للتجارة والحرف اليدوية في القدس، إذ اشتهر سكانها بصناعة السجاد والمنتجات التقليدية.

## المعالم والأنشطة
تضم حارة الجوالدة عددًا من المعالم التراثية مثل المساجد الصغيرة والزوايا الصوفية، إضافةً إلى الحمامات القديمة التي استخدمها السكان المحليون. كما تُعرف الحارة بمشاركتها في المناسبات الدينية والاجتماعية التي تُقام في البلدة القديمة.

## الحالة الراهنة
رغم التحديات التي تواجهها البلدة القديمة، لا تزال حارة الجوالدة تحتفظ بهويتها الثقافية والتاريخية. ويعمل سكانها والجمعيات المقدسية على ترميم الأزقة والمنازل القديمة للحفاظ على طابعها التراثي.